# 1991 AJ
1991 AJ är en asteroid i huvudbältet som upptäcktes den 9 januari 1991 av de båda japanska astronomerna Masaru Arai och Hiroshi Mori vid Yorii-observatoriet i Japan.
Asteroiden har en diameter på ungefär 14 kilometer.